# Harzer Bergtheater Thale
Das Harzer Bergtheater Thale ist ein Freilichttheater in Thale (Landkreis Harz) auf dem Hexentanzplatz. Es wurde 1903 von Ernst Wachler gegründet und ist damit eines der ältesten Naturtheater Deutschlands. Auf den halbkreisförmig angelegten Sitzbänken befinden sich heute 1903 Plätze. Das Theater ist von Thale aus über eine Straße und mit der Bodetal-Seilbahn erreichbar, die über das Bodetal zum Hexentanzplatz führt.

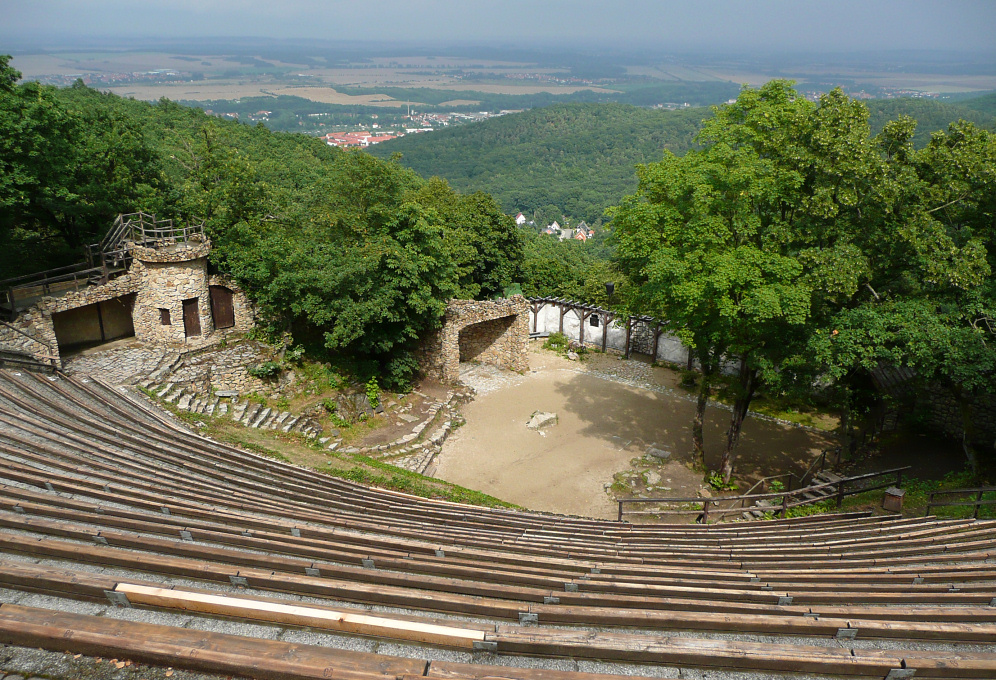
Das Bergtheater Thale (2010)

## Geschichte

### Der Gründer
Der Gründer Ernst Wachler war ein völkisch-religiöser, antisemitischer Autor und Journalist und einer der „einflußreichsten und wirkungsmächtigsten Wegebereiter“ und „Gründerväter“ der völkisch-religiösen Bewegung im wilhelminischen Kaiserreich. Wachler war Mitglied in der Germanischen Glaubens-Gemeinschaft, Gründungs- und Ehrenmitglied der Guido-von-List-Gesellschaft sowie Förderer der Gobineau-Vereinigung. Wachler betrieb die Zeitschriften Der Kynast. Blätter für Volkstum und Dichtung (1898–1899), Deutsche Zeitschrift (1899–1905), Iduna (1905–1906) und die Die Jahreszeiten. Blätter für Dichtung und Volkstum (1910–1911), wo er sich häufig zum Bergtheater und den dort gespielten Theaterstücken zu Wort meldete.
Nach Studium und Promotion erwarb er sich erste praktische Theatererfahrungen als Dramaturg am Berliner Theater, aber bereits in seiner Studienzeit entwarf Wachler sein nationales Kulturprogramm, das sich gegen décadence wandte und eine aus dem Boden des deutschen Volksthums erwachsende Kultur, eine Synthese von Kunst und Volkstum anstrebte, die er mit dem Bergtheater Thale zu verwirklichen gedachte.

### Gründung und völkische Theaterausrichtung
Die Naturbühne wurde am 8. Juli 1903 von Ernst Wachler unter dem Namen „Grüne Bühne“ gegründet. In seiner Zeitschrift Deutsche Volksbühne stellte er zuvor seinen Plan eines „Theaters der Zukunft“ vor. In einer „Erklärung deutscher Autoren und Künstler“ wurde in der Deutschen Volksbühne zur Sammlung aller Gleichgesinnten aufgerufen, die für die „deutschen und volkstümlichen Bestrebungen“ eintreten. Wachler wandte sich mit seinen Erneuerungsvorstellungen vorrangig an die Vertreter der Heimatkunstbewegung. Im Februar 1903 riefen namhafte Vertreter der Heimatkunstbewegung zur finanziellen Unterstützung des geplanten „Landschafts- und Volkstheater unter freiem Himmel“ auf und gaben der Hoffnung Ausdruck, dass die „Harzfestspiele“ Vorbild für ein über Deutschland verbreitetes Netz von Sommerbühnen werden würden. Wachler erstrebte eine Musterweihebühne im Geiste Richard Wagners, die Vorbild einer „nationalen Renaissance“ sein sollte, indem die „ursprünglichen“ germanischen Lebensanschauungen und -formen, die durch „jüdisch-christliche“ und „lateinische“ Einflüsse unterdrückt worden seien, wiederbelebt werden. Nach Wachlers Auffassung überdauerte der „echte Glaube der Deutschen“ trotz aller Anfeindungen im traditionellen Brauchtum, in Märchen, Sagen und Mythen sowie in der deutschen Muttersprache. Daher sei der Künstler und besonders der Dichter dazu berufen, die „Keime eines neuen Glaubens auszustreuen“. Dementsprechend wurden die Theateraufführungen als „gottesdienstliche Handlung“ begriffen.
1905 wurde der Verein zur Förderung des Harzer Bergtheater von führenden Vertretern der Heimatkunstbewegung und Freunden Ernst Wachlers gegründet. Der Verein bezweckte vor allem die Anwerbung fördernder Mitglieder aus völkisch-nationalen Kreisen, um – so in dem Aufruf zur Gründung – dieses „echt nationale, dem gesamten Deutschtum in idealem Sinne dienende Unternehmen“ zu unterstützen.
Wie schon durch sein schriftstellerisches Wirken versuchte Wachler auch durch das Bergtheater völkisches Gedankengut zu popularisieren und die verschiedenen völkischen Führer und Gruppen zu vernetzen. Das auch als neuheidnische Weihestätte konzipierte Bergtheater war daher wiederholt Treffpunkt völkischer und völkisch-religiöser Organisationen. So wurde dort auf einer Tagung im August 1913 durch Umbenennung der „2. Deutschreligiöse Gemeinschaft“ die „Germanische Glaubens-Gemeinschaft“ gegründet und 1914 fand ein „Allthing germanischer Gemeinschaften“ statt, an dem unter anderem die Germanische Glaubens-Gemeinschaft, der ebenfalls deutschgläubige Deutsche Orden Otto Siegfried Reuters, die Große Germanen-Logen, der Germanenorden, der Schafferbund und Wachlers „Gesellschaft Wodan“ beteiligt waren. Auf diesem Allthing wurde Ludwig Fahrenkrog zum Hochwart der „Germanischen Glaubens-Gemeinschaft“ gewählt. Die neuheidnische Kultstätte war auch an Symbolen, darunter Runen, zu erkennen. In die Eingangstür war ein Hakenkreuz geschnitzt; am Fuß der Haupttreppe des Zuschauerraums war ein Steinaltar aufgestellt und am Eingang war ein Edda-Spruch angebracht: „Allen Edlen gebiet ich Andacht, Hohen und Niedern aus Heimdalls Geschlecht. Walvaters Wirken will ich künden. Der Vorzeit Sagen, deren ich mich entsinne“.

### Theaterbetrieb

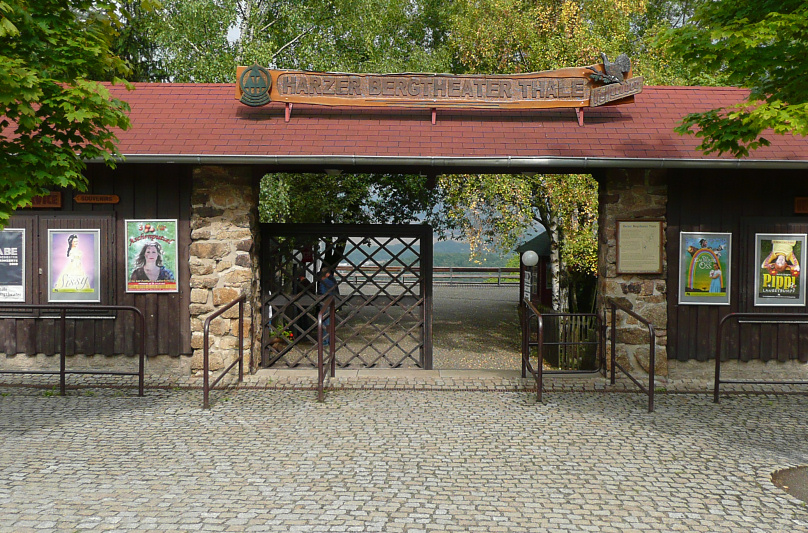
Eingang des Theaters (2010)

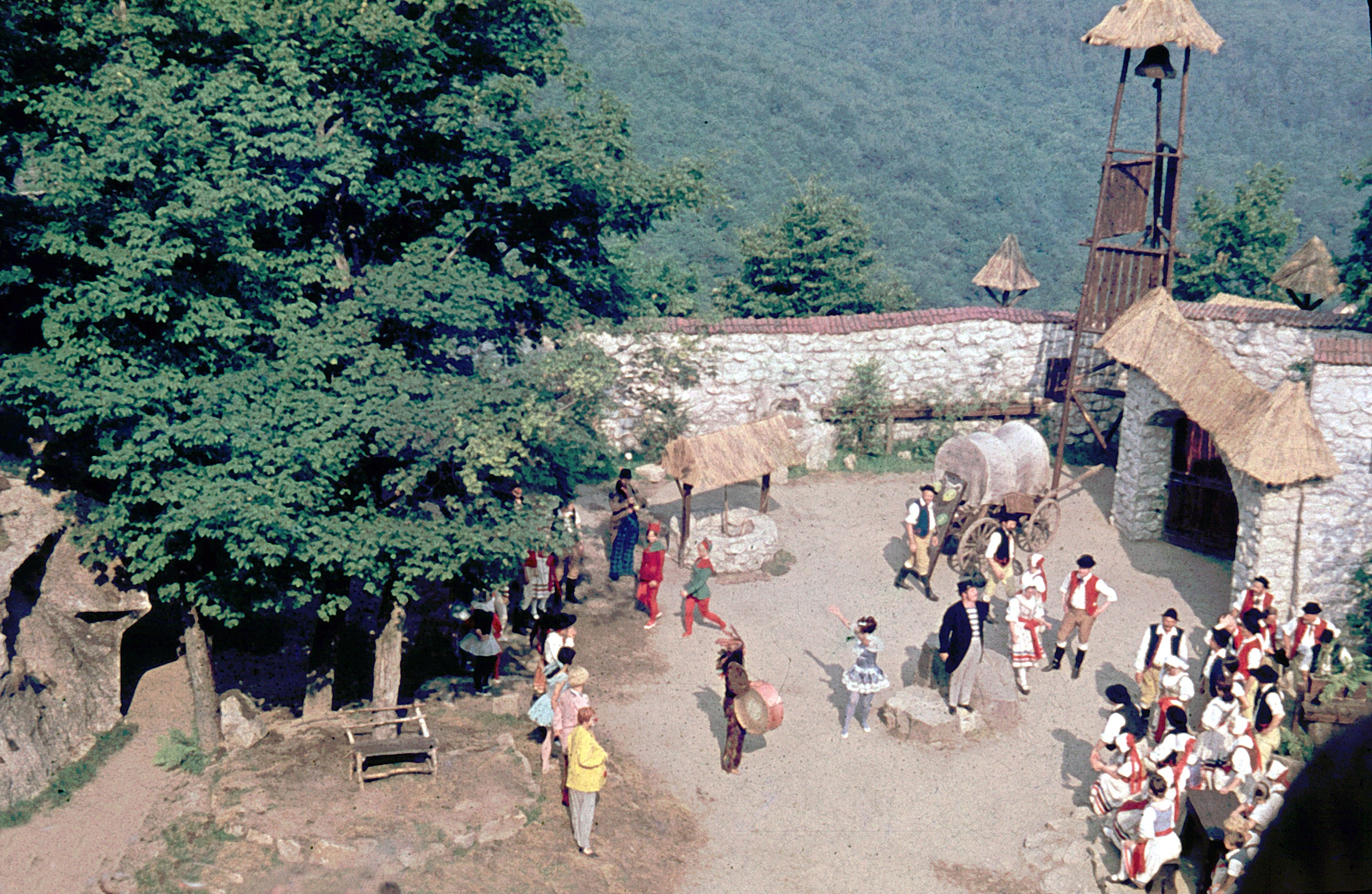
Aufführung der Oper „Die verkaufte Braut“ (1968)

Die Hauptspielzeit war in den Monaten Juli und August, in der etwa fünfzig Aufführungen stattfanden, die im Allgemeinen gut besucht waren. Neben einem ‚klassischen‘ Repertoire kamen völkische Dramen zur Aufführung, mit denen die „deutsche Wiedergeburt“ und völkische Germanen- und Volkstumsideologie thematisiert wurden und ein großes Publikum mit der völkischen Weltsicht bekannt machten. Bei der Eröffnungsvorstellung 1903 wurde das Stück „Walpurgis“ von Ernst Wachler uraufgeführt, das in der ersten Spielzeit 19 Vorstellungen erlebte. Auch Wachlers Dramen „Widukind“ (1904), „Mittsommer“ (1905 und 1906), „Mittwinter“ (1910) und „Die Osternacht“ (1912) wurden im Bergtheater aufgeführt.
Von 1903 bis 1912 wurden außerdem u. a. folgende Theaterstücke aufgeführt: „Wieland der Schmied“ (1905), „Münchhausen“ und „König Arthur“ von Friedrich Lienhard,, „Frithjof und Ingeborg“ (1908) von Karl Engelhard (1879–1914), „Balders Tod“ (1908) von Max R. Schmidt, „Baldur“ (1912) und „Wölund“ (1913) von Ludwig Fahrenkrog, „Die versunkene Glocke“ von Gerhart Hauptmann, „Lafontaine“ von Adolf Bartels, „Herzog Heinrich am Finkenherd“ und „Heinrich der Löwe“ von Franz Herwig (1880–1931), „Spielmanns Kirmes“ von Alexander Elster (1877–1942), „Sigfrieds Tod“ von August Sturm (1852–1923),  „Glaube und Heimat“ von Karl Schönherr, „Der Moloch“ und „Die Nibelungen“ von Friedrich Hebbel, „Die Nachbarn“ von Karl Immermann sowie Werke von William Shakespeare, Johann Wolfgang Goethe, Friedrich Schiller, Hans Sachs, Heinrich von Kleist, Christian Dietrich Grabbe und Friedrich Gottlieb Klopstock.

### Internationales Ansehen
1911 legte Wachler die Spielleitung nieder, was einen herben Rückschlag für das Theater bedeutete. 1925 übernahm er aus Anlass des 60. Geburtstags Friedrich Lienhards mit Erfolg die Leitung der Lienhard-Festspiele auf dem Harzer Bergtheater. Mit Erich Pabst (1890–1955) als Intendant von 1926 bis 1932 errang das Theater mit einem anspruchsvollen Spielplan und renommierten Schauspielern internationales Ansehen als „Grüne Bühne“. Diese Zeit endete abrupt mit der nationalsozialistischen „Machtergreifung“. 1933 übernahm Walther Eggert die Leitung, der an die Ideen einer „echten deutschen Kultur“ Wachlers und der Heimatkunstbewegung im Rahmen der nationalsozialistischen Kulturpolitik anknüpfte.

### Zweiter Weltkrieg
1940 wurde das Theater kriegsbedingt geschlossen. Ernst Wachler ging zuletzt auf Distanz zu seiner Theaterschöpfung, ebenso wie auch – nach anfänglicher Begeisterung – zum Nationalsozialismus. 1941 bekannte er, das Harzer Bergtheater liege „hinter mir wie ein idealer Traum [...] Was später wird, [bleibt] abzuwarten [...]“. 1942 zog er nach Prag und wurde nach Kriegsende, wahrscheinlich als Überlebender der tschechischen Gewaltexzesse gegen die Deutschen (s. auch Geschichte Prags), im KZ Theresienstadt interniert, wo er im Sommer 1945 an der Hungerruhr starb.

### Nachkriegszeit

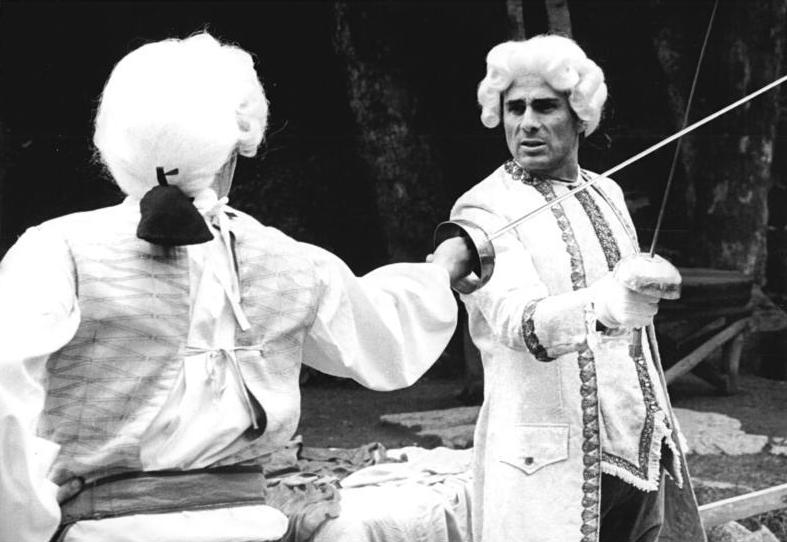
Gojko Mitić bei einer Fechtprobe (1984)

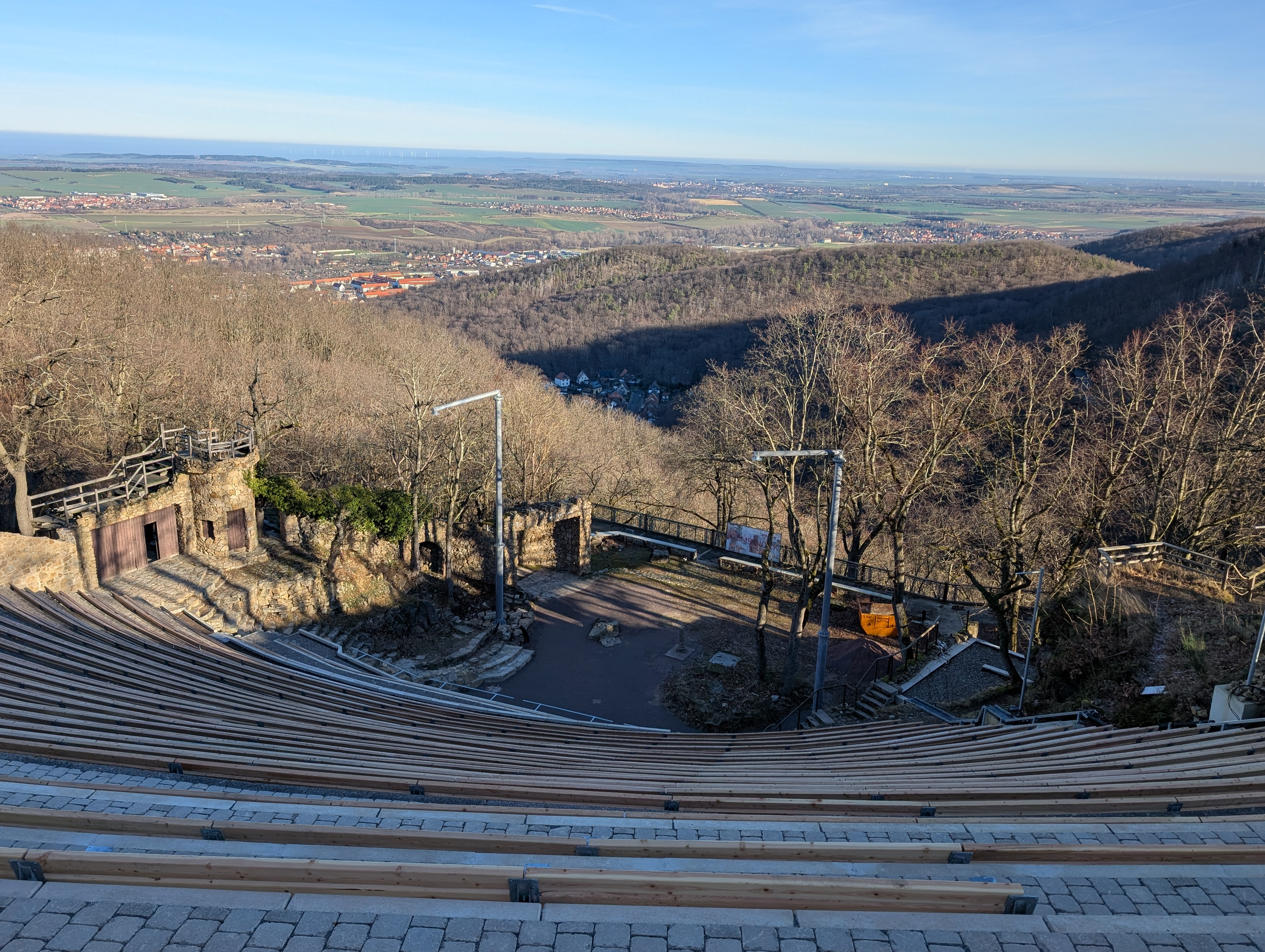
Harzer Bergtheater Thale (2024)

Nach dem Zweiten Weltkrieg begann 1946 die Wiederaufnahme der Bühnentätigkeit. Die Leitung lag von 1946 bis 1992 beim jeweiligen Intendanten der Städtischen Bühnen Quedlinburg. Das Bergtheater Thale wurde nun künstlerischer Ausdruck „einer sozialistischen Nationalkultur“ und Vorbild aller Freilichtbühnen der DDR. Wie schon zu Wachlers Zeiten wurden Werke von Shakespeare, Goethe, Schiller, Kleist, Hebbel und Hauptmann gespielt. Hinzu kamen Stücke, die historische Stoffe im Sinne des sozialistischen Bildungsideals (Friedrich Wolf, Arkadi Gajdar) und in Anlehnung an Wachlers Theaterkonzept thematisierten.

### Seit der Wiedervereinigung
Nach der deutschen Wiedervereinigung von 1990 übernahm die Stadt Thale 1992 das Bergtheater. Neuer Leiter wurde Alexander Opitz. Seit 1994 sind die künstlichen Bauten entfernt worden und die „Grüne Bühne“ wieder in einem naturgerechten Zustand.
2001 schlossen sich das Harzer Bergtheater und der Tierpark Hexentanzplatz zur Hexentanzplatz GmbH zusammen. Am 1. Januar 2013 wurde die Tochtergesellschaft der Stadt Thale zur Bodetal Tourismus GmbH umbenannt.
Heute wird die Freilichtbühne u. a. vom Nordharzer Städtebundtheater bespielt. Neben Oper, Operette, Schauspiel, Märchen gibt es auch Musical und Konzertveranstaltungen aller Art.
Im April 2022 erfolgte der erste Spatenstich zum Umbau des Harzer Bergtheaters. Für knapp acht Millionen Euro wurde die Anlage bis 2024 modernisiert und von 1.350 auf 1.903 Sitzplätze, dem Gründungsjahr gleichend, erweitert. Außerdem wurde die gesamte Technik, Umkleiden und Sanitäranlagen erneuert. Der für das Theater typische Blick ins Harzvorland wurde erhalten.
Durch steigende Baukosten hat die Sanierung des Bergtheaters Thale fünf Millionen Euro mehr gekostet.
Der Spielbetrieb während der dreijährigen Bauphase war auf der Waldbühne in Altenbrak. 
Die Wiedereröffnung nach der Generalüberholung war am 31. Mai 2025 mit der Uraufführung des Musicals „Walpurga“.

## Ehemalige Darsteller (Auswahl)
- Gojko Mitić
- Renate Müller
- Peter Schell
- Erich Geister
- Gustaf Gründgens
- Heinz Baumann
- Manfred Krug
- Ruth Maria Kubitschek
- Uwe Friebel
- Stefan Saborowski
- Wolf Sabo
- Wolfgang Kaul
- Sven Mein
- Senta-Sofia Delliponti
- Angelika Milster

## Intendanten / Verantwortliche
- 1903 bis 1911, 1925 Ernst Wachler
- 1912 bis 1914 Leo Ingber
- 1916 Lützenkirchen-Weber
- 1917 Hegen-Ebers
- 1917 Siegfried Hagen[22]
- 1919 bis 1920 Heinz Schwamborn
- 1921 Robert Förster
- 1922 Albert Berthold
- 1926 bis 1932 Erich Pabst
- 1933 Walther Eggert
- 1934 bis 1939 Heinrich Kreutz
- 1946 bis 1953 Ulrich Velten
- 1953 bis 1963 Curt Trepte
- 1964 bis ?   Werner Peter
- 1995 bis 2008 Mario Jantosch
- 2008 bis 2013 Hans-Peter Bergmann (Geschäftsführer der Hexentanzplatz Thale GmbH)
- 2013 bis 2017 Michael Weber (Geschäftsführer der Bodetal Tourismus GmbH) / Ronny Große
- seit 2018 Ronny Große (Geschäftsführer der Bodetal Tourismus GmbH)[23]